# 查米薩爾 (新墨西哥州索科羅縣)
查米薩爾（英語：Chamizal）是位於美國新墨西哥州索科羅縣的普查規定居民點。

## 人口
根據2020年美國人口普查的數據，查米薩爾的面積為1.14平方千米，皆為陸地。當地共有人口51人，而人口密度為每平方千米44.74人。